# مؤسسة محفوظ الخيرية

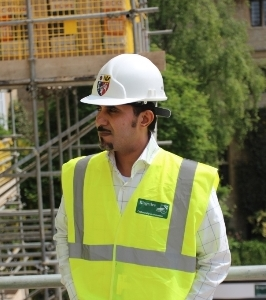
محفوظ مرعي مبارك بن محفوظ في زيارة للموقع كجزء من حملة جسر القرون.

مؤسسة محفوظ هي مؤسسة خيرية غير ربحية مسجلة في المملكة المتحدة (رقم التسجيل الخيري 1149924). وفقا لموقعها على شبكة الإنترنت، وسجلات اللجنة الخيرية، تأسست مؤسسة محفوظ في 27 نوفمبر 2012 لتعزيز وتطوير التعليم في المملكة المتحدة في الثقافة والتاريخ واللغة والأدب ومؤسسات الشرق الأوسط.

## المؤسس
تأسست مؤسسة محفوظ على يد السيد محفوظ مرعي مبارك بن محفوظ (ولد في 14 ديسمبر 1969)، أحد رجال الأعمال السعوديين الذين يعيشون بين المملكة العربية السعودية والمملكة المتحدة. المؤسس مشهور بصلاته مع جامعة أكسفورد، وجامعة كامبريدج، وكلية بمبروك في أكسفورد، وكلية ولفسون في كامبردج، والجمعية الملكية للفنون، ومؤسسة القوات البريطانية، وقلعة الملكة اليزابيث لمؤسسة مي ترست، وهو نائب رئيس مؤسسة القوات البريطانية (التي يرعاها أمير ويلز تشارلز) ؛ والراعي الفخري لقلعة الملكة اليزابيث في مي في اسكتلندا؛ وعضو في إدارة مؤسسة ساندهيرست؛ وزميل في رويال مارسدن في لندن؛ وزميل بلاتيني في جمعية علماء الأنساب. وهو أيضا عضو في نادي الفرسان والحرس ونادي حرس البولو؛ كما انه متطوع في فريق مستشفى سان جون القدس للعيون الخيرى لعلاج المرضى في غزة والضفة الغربية والقدس الشرقية.

## التنظيم في المؤسسة
مؤسسة محفوظ، كما هو الحال مع الجمعيات الخيرية الأخرى في المملكة المتحدة، يشرف عليها مجلس أمناء، والذي يتضمن محمد مرعي مبارك بن محفوظ (رئيسا)، والبروفسور مارتن فان ثيو ينت (نائب الرئيس) ومركيز مدينة ريدينغ. راعي مؤسسة محفوظ هو صاحب السمو الملكي الأمير مايكل كنت.
محفوظ مرعي مبارك بن محفوظ هو مؤسس مؤسسة محفوظ، وهي مؤسسة خيرية مسجلة في المملكة المتحدة (رقم التسجيل الخيري 1149924)؛ وقد تأسست في 27 نوفمبر 2012 لتعزيز وتطوير التعليم في المملكة المتحدة في مجالات الثقافة والتاريخ واللغة والأدب ومؤسسات منطقة الشرق الأوسط.

## الأنشطة الخيرية
جمعية محفوظ الخيرية هي مؤسسة خيرية غير ربحية مسجلة في المملكة المتحدة (رقم التسجيل الخيري 1149924)؛ وقد تأسست في 27 نوفمبر 2012 لتعزيز وتطوير التعليم في المملكة المتحدة في مجالات الثقافة والتاريخ واللغة والأدب ومؤسسات منطقة الشرق الأوسط حيث دعمت الجمعية فريق مستشفى سان جون القدس للعيون الخيرى لعلاج المرضى في غزة والضفة الغربية والقدس الشرقية. جمعية محفوظ الخيرية أيضا لها إسهامات كبيره وأنشطة خيرية في كل من جامعة أكسفورد، وجامعة كامبريدج، وكلية بمبروك في أكسفورد، وكلية ولفسون في كامبردج، والجمعية الملكية للفنون، ومؤسسة القوات البريطانية، وقلعة الملكة اليزابيث لمؤسسة مي ترست، ومؤسسها نائب رئيس مؤسسة القوات البريطانية (التي يرعاها أمير ويلز تشارلز) ؛ وتعتبر الراعي الفخري لقلعة الملكة اليزابيث في مي في اسكتلندا؛ وعضو في إدارة مؤسسة ساندهيرست؛ وفي رويال مارسدن في لندن؛ وزميل بلاتيني في جمعية علماء الأنساب. وهي أيضا عضو في نادي الفرسان والحرس ونادي حرس البولو.

## الجوائز
انتخبت مؤسسة محفوظ الخيرية ومؤسسها محفوظ مرعي مبارك بن محفوظ كزميل مؤسس في كلية «بمبروك»

في جامعة أكسفورد في 10 تشرين الأول 2012 (بعد أن كان عضوا في الغرفة المشتركة العليا في كلية بمبروك في جامعة أكسفورد منذ 23 أيار 2012) تتضمن الزمالة جلالة الملك عبد الله الثاني ملك الأردن، وصاحب السمو الملكي الأمير بندر بن سلطان من المملكة العربية السعودية. وقدانتخب أيضا عضوا في حلقة مستشاري نائب العميد في جامعة أكسفورد في عام 2012، وعضوا في حلقة مستشاري نائب العميد في جامعة كامبريدج في عام 2013. كما انتخب زميلا (مدى الحياة) في الجمعية الملكية لتشجيع الفنون والصناعة والتجارة، والمعروفة باسم الجمعية الملكية للفنون في عام 2012. وقد حصل على وسام فارس الصليب الأكبر لقديس لازاروس في القدس في الجدارة العسكرية والشرفية في 11 حزيران 2013. كما انتخب زميل أول في كلية ولفسون في جامعة كامبردج في احتفال الأول من تموز عام 2013. كما تساهم المؤسسة في دعم الأثارالتاريخية مثل متحف أبيرنثي في اسكتلندا.

## منتدى وحديقة ومبنى محفوظ
منتدى محفوظ هو مؤتمر سنوي تستضيفه كلية بمبروك في جامعة أكسفورد. يدير المنتدى الزملاء من كلية بمبروك، وترعاه مؤسسة محفوظ ويحضره كبار الأكاديميين الدوليين. يهدف المنتدى إلى توفير مقاربة متعددة التوجهات للمواضيع المختلفة. كان علم الروبوت موضوع منتدى محفوظ عام 2013، الذي نظمه البروفيسور انغمار بوسنر (الدكتور انغمار بوسنر في ذلك الوقت). كانت المحاضرة الرئيسية بعنوان «متى يقوم الروبوت الخاص بك بما تقوم به الطيور», والتي قدمها البروفيسور أليكس كاكلينيك، ذات أهمية خاصة لأنها جمعت أكاديميين من مجموعة واسعة من التخصصات تعتبر عادة غير ذات صلة.
تم إطلاق اسم حديقة محفوظ ومبنى محفوظ في كلية بمبروك في جامعة أكسفورد بعد تبرع الجمعية لبناء جسور الكلية. المبنى والحديقة يقعان عند تقاطع شارعي ليتل جيت وبروستر، بجانب مبنى بانيستر ويشكلان جزءاً من مجمع روكوس كواد.

## التشريفات لمؤسس المؤسسة
محفوظ مرعي مبارك بن محفوظ مؤسس مؤسسة محفوظ الخيرية هو حامل لقب لورد وبارون أبيرنثي في اسكتلندا. تم منحه اللقب في محكمة اللورد ليون في ادنبرة، اسكتلندا في 25 نوفمبر2011.